# فيليب يوردان
فيليب يوردان (بالإنجليزية: Philip Yordan)‏ هو كاتب مسرحي ومنتج أفلام وكاتب سيناريو أمريكي، ولد في 1 أبريل 1914 في شيكاغو في الولايات المتحدة، وتوفي في 24 مارس 2003 في لاهويا في الولايات المتحدة بسبب سرطان البنكرياس.

## وصلات خارجية
- فيليب يوردان على موقع IMDb (الإنجليزية)
- فيليب يوردان على موقع ألو سيني (الفرنسية)
- فيليب يوردان على موقع أول موفي (الإنجليزية)
- فيليب يوردان على موقع قاعدة بيانات برودواي على الإنترنت (الإنجليزية)
- فيليب يوردان على موقع قاعدة بيانات الأفلام السويدية (السويدية)
- فيليب يوردان على موقع إن إن دي بي (الإنجليزية)
- فيليب يوردان على موقع قاعدة بيانات الفيلم (الإنجليزية)
- فيليب يوردان على موقع كينوبويسك (الروسية)